# Comarca de Valencia de Alcántara
La Comarca de Valencia de Alcántara es una comarca de Extremadura situada en el oeste de la provincia de Cáceres, en España, que hace frontera con Portugal. La cabecera de comarca es Valencia de Alcántara.

## Municipios
- Carbajo
- Cedillo
- Herrera de Alcántara
- Herreruela
- Membrío
- Salorino
- Santiago de Alcántara
- Valencia de Alcántara

- Datos: Q946595